# Springfield (Kentucky)
Springfield è una cittadina degli Stati Uniti d'America, capoluogo della Contea di Washington nello Stato del Kentucky. Al censimento del 2000 aveva una popolazione di 2 634 abitanti. Fondata nel 1793, il nome deriva probabilmente dalla ricca presenza di fonti d'acqua nella zona (in Inglese: springs)..
Occasionalmente viene associata alla città immaginaria dei Simpson: nella puntata dei Simpson Dietro la risata viene detto espressamente che la famiglia Simpson è dello Stato del Kentucky, e come tutti sanno vivono in una cittadina chiamata Springfield, mentre nella puntata Dolce e amara Marge, Homer asserisce che Springfield confini a sud con il Tennessee, stato che effettivamente confina con il Kentucky.